# メークミルミル
メークミルミルは、2010年におけるプロ野球・東京ヤクルトスワローズが、シーズン序盤の不振から一転して見せた快進撃を指す言葉。
名称は、読売ジャイアンツがペナントレースで大逆転を演じた際に使用されたメークドラマ等の表現と、スワローズの親会社・ヤクルト本社の製品であるミルミルを掛けたもの。メイクミルミルとも表記される。

## 概要
この年のスワローズは開幕当初は3カード連続勝ち越しと好調なスタートを見せたが、4月中旬以降になり急激に失速。連敗はするものの連勝はなく、5月にセ・パ交流戦が始まってからは全く勝てなくなり、9連敗を喫する泥沼状態に陥り、監督を務めていた高田繁が休養する事態となる。ところが、それに伴いヘッドコーチだった小川淳司が監督代行に就任した5月末以降、チーム成績は急上昇し始める。
一方、ヤクルト本社が1978年から販売し、長らく親しまれてきたミルミルは、2005年にビフィーネMへ引き継がれ、一度その名は消えていた。しかしヤクルト本社では、2010年からミルミルの名称を復活させることとなり、販売促進のため、スワローズのヘルメットとユニフォームのスポンサーとして、ミルミルのロゴを入れることになる。
泥沼から抜け出しつつあった7月には、スワローズの野球を「ミルミル野球」と称する記事も登場し始めた。
8月には（2年ぶりの巨人戦同一カード3連勝を含む）10連勝を達成する快進撃が始まると、この連勝中の8月上旬〜中旬にかけて、「メークミラクル」などとミルミルを掛け合わせた言葉として、ネット上で頻繁に使用されるようになったほか、メディア記事にもその表現が見られるようになった。
8月24日には最大19あった借金を完済し、Aクラス入りが見えてくると、ヤクルト球団でもクライマックスシリーズ進出へ向けた応援企画を「合言葉は“メイクミルミル” GO!CLIMAX!!」として実施。9月16日の主催試合で、大きく「ミルミル」と書かれたボードをファンに配布するなど、事実上このフレーズはチームの準公認的なものとなった。結果として4位に終わりシリーズ進出はならなかったものの、13勝32敗1分の最下位から72勝68敗4分とシーズン勝ち越しまで持ち直した小川の代行監督就任後の成績は59勝36敗3分と、2010年のパ・リーグを含めた他11球団のどの監督のよりも高い勝率となり、ミラクルと呼ぶにふさわしい成績を残すこととなった。
なお、この成績も追い風となり、小川は2011年シーズンから正式に監督に就任。2011年からは、ヘルメットの広告は同社製品であるタフマンに変更されたが、ユニフォームには引き続きミルミルの広告が入っている。
翌年2011年も前半戦は2010年後半の勢いそのまま首位を独走。しかし、夏場に入ると少しずつ失速し始め、当時2位だった中日が後半戦で調子を上げたことによりゲーム差が徐々に縮まり、9月及び10月の天王山の直接対決計8戦を1勝7敗で終えたことでついに中日に首位を譲った。そのあとヤクルトは再び首位に戻ることはなく2位でシーズン終了。10年ぶりの優勝とは成らなかったが、クライマックスシリーズ・ファーストシリーズで巨人に2勝1敗の勝ち越しで球団史上初、ファイナルステージ進出を果たした。ただしそこで中日に勝ち越すことはできず、優勝寸前で逆転された悔しさを下克上の反撃で日本シリーズの切符を再奪取、の夢を叶えることはできずに東京ヤクルトスワローズの2011年シーズンを終えた。